# Kurt Vieweg
Kurt Vieweg (Göttingen, 1911. október 29. – Greifswald, 1976. december 2.) német politikus és egyetemi tanár. Az NDK kezdeti éveinek egyik vezető agrárpolitikusa, többször is a VdgB főtitkára, parlamenti (Volkskammer) képviselő és a SED Központi Bizottságának tagja volt.